# Emil Ekman
Jakob Emil Ekman, född 5 februari 1815 i Göteborg, död där 21 februari 1900, var en svensk kommendörkapten och företagsledare, verksam inom Aktiebolaget D. Carnegie & Co. 

## Biografi
Emil Ekman föddes några månader efter att hans far, Johan Jacob Ekman, i november 1814 avlidit i "maghinneinflammation". Den 4 april 1816 ingick modern nytt äktenskap med den ryske generalkonsuln Conrad Friedrich Lang (1775–1850). Om somrarna bodde familjen på landet, på flera olika ställen, som i Gamlestaden, vid Fräntorp, Jonsered och Bokedalen fram till 1828, då Lang övertog landeriet Gubbero vid Redbergsvägen. Detta skulle senare bli Emil Ekmans hem, både sommar och vinter. 
Ekman var tidigt inriktad på en karriär till sjöss. Efter studier vid en privat navigationsskola i Masthugget i Göteborg avlade han styrmansexamen 1829 (14 år gammal) och reste året efter till Hamburg och New York med briggen Maria Sophia som ägdes av hans farbror Gustaf Henric Ekman. Efter sjöofficersexamen 1833 och befordran till sekundlöjtnant vid flottan 1833 var han andrestyrman på briggen Svea 1834-1836 och reste då till Nordamerika, Portuga, England och Danmark. Han fick därefter ett stipendium som gjorde det möjligt att som ett led i sin utbildning gå i engelsk örlogstjänst, vilket han gjorde 1837-1839. Den vidare karriären vid flottan omfattade bland annat tjänst vid Sjöförsvarsdepartementets kommandoexpedition 1843-1848, där han var chef 1858-1859 och chef på korvetten Najaden 1859-60. Under det dansk-preussiska kriget 1849 var Ekman några månader i dansk örlogstjänst, men deltog inte i några strider, eftersom Preussen saknade flotta.
Ekman gick graderna i flottan och avslutade karriären med att befordras till kommendörkapten 1861 samtidigt med att han tog avsked. En orsak till detta antas ha varit missnöje med de förslag till modernisering av sjöförsvaret som hans kusin Baltzar von Platen d.y. förväntades lägga fram som sjöminister. 
Emil Ekmans fortsatta verksamhet kom att knytas till Aktiebolaget D. Carnegie & Co., som drevs av den äldre brodern Oscar Ekman för den i Storbritannien boende huvudägaren David Carnegie den yngres räkning. Huvuddelen av verksamheten var förlagd till Klippan vid Göta älvs utlopp och bestod av ett porterbryggeri samt ett sockerbruk. Då Carnegies firma 1860 ombildades till aktiebolag, blev Oscar och Emil Ekman delägare, och då den senare tog avsked från flottan, blev han en av bolagets två direktörer, som under disponenten Oscar Ekman stod för den dagliga ledningen. Den uppgiften blev viktigare, när Oscar Ekman på grund av bland annat politiska uppdrag fick mindre tid till firmans skötsel och till stor del blev boende i Stockholm.

## Familj
Emil Ekman var son till läkaren Johan Jacob Ekman (1771–1814) och hans hustru Sara, född Minten (1790–1842). Han var bror till konsul Oscar Ekman (1812–1907) och kusin till metallurgen Gustaf Ekman (1804–1876). Emil Ekman gifte sig 11 oktober 1851 med friherrinnan Sophie Ulrica Johanna Kurck, född 30 november 1823 i Stockholm, död 14 april 1907 på Gubbero, dotter till presidenten i Kammarrätten friherre Claes Arvid Kurck och friherrinnan Hedvig Eleonora Ottiliana Liljencrantz. De fick sönerna Fredrik Gustaf Ekman (1852–1930) och Johan Emilsson Ekman (1854–1919) samt dottern Leonore (1857–1946), gift med Thor Herman Odencrants.